# Elecciones al Parlamento de Navarra de 1995
Las elecciones al Parlamento de Navarra de 1995 tuvieron lugar el 28 de mayo. Con un censo de 437.797 electores, los votantes fueron 299.545 (68,42%) y 138.252 las abstenciones (31,57%).
Convergencia de Demócratas Navarros, escisión de Unión del Pueblo Navarro liderada por Juan Cruz Alli obtuvo unos excelentes resultados en sus primeros comicios e IUN-NEB duplicó los sufragios obtenidos en la anterior consulta electoral, alcanzando ambos su techo histórico a costa del desplome del PSN que perdió casi la tercera parte de sus votos.
Fue elegido presidente Javier Otano Cid (PSN-PSOE) como cabeza de la lista más votada, merced un acuerdo con CDN y EA.

## Resultados
| ← Elecciones al Parlamento de Navarra de 1995 → |                                              |                |        |       |         |     |
| Presidente y gobierno | Partido                                      | Candidato      | Votos  | %     | Escaños | +/– |
| - Presidentes: Javier Otano (1995-junio de 1996) Juan Cruz Alli (junio de 1996-septiembre de 1996) Miguel Sanz (septiembre de 1996-1999) - Gobiernos: PSN, CDN, EA (1995-septiembre de 1996) UPN (septiembre de 1996-1999) - Censo: 437.797 - Votantes: 299.545 (68,4%) - Abstención: 138.252 (31,6%) - Válidos: 297.179 - A candidatura: 291.418 (98,1%) | Unión del Pueblo Navarro (UPN)               | Miguel Sanz    | 93.163 | 31,97 | 17      | –3  |
| - Presidentes: Javier Otano (1995-junio de 1996) Juan Cruz Alli (junio de 1996-septiembre de 1996) Miguel Sanz (septiembre de 1996-1999) - Gobiernos: PSN, CDN, EA (1995-septiembre de 1996) UPN (septiembre de 1996-1999) - Censo: 437.797 - Votantes: 299.545 (68,4%) - Abstención: 138.252 (31,6%) - Válidos: 297.179 - A candidatura: 291.418 (98,1%) | Partido Socialista de Navarra (PSN-PSOE)     | Javier Otano   | 62.021 | 21,28 | 11      | –8  |
| - Presidentes: Javier Otano (1995-junio de 1996) Juan Cruz Alli (junio de 1996-septiembre de 1996) Miguel Sanz (septiembre de 1996-1999) - Gobiernos: PSN, CDN, EA (1995-septiembre de 1996) UPN (septiembre de 1996-1999) - Censo: 437.797 - Votantes: 299.545 (68,4%) - Abstención: 138.252 (31,6%) - Válidos: 297.179 - A candidatura: 291.418 (98,1%) | Convergencia de Demócratas de Navarra (CDN)  | Juan Cruz Alli | 55.153 | 18,93 | 10      | +10 |
| - Presidentes: Javier Otano (1995-junio de 1996) Juan Cruz Alli (junio de 1996-septiembre de 1996) Miguel Sanz (septiembre de 1996-1999) - Gobiernos: PSN, CDN, EA (1995-septiembre de 1996) UPN (septiembre de 1996-1999) - Censo: 437.797 - Votantes: 299.545 (68,4%) - Abstención: 138.252 (31,6%) - Válidos: 297.179 - A candidatura: 291.418 (98,1%) | Izquierda Unida-Ezker Batua (IU-EB)          | Félix Taberna  | 27.773 | 9,53  | 5       | +3  |
| - Presidentes: Javier Otano (1995-junio de 1996) Juan Cruz Alli (junio de 1996-septiembre de 1996) Miguel Sanz (septiembre de 1996-1999) - Gobiernos: PSN, CDN, EA (1995-septiembre de 1996) UPN (septiembre de 1996-1999) - Censo: 437.797 - Votantes: 299.545 (68,4%) - Abstención: 138.252 (31,6%) - Válidos: 297.179 - A candidatura: 291.418 (98,1%) | Herri Batasuna (HB)                          | Adolfo Araiz   | 27.404 | 9,40  | 5       | –1  |
| - Presidentes: Javier Otano (1995-junio de 1996) Juan Cruz Alli (junio de 1996-septiembre de 1996) Miguel Sanz (septiembre de 1996-1999) - Gobiernos: PSN, CDN, EA (1995-septiembre de 1996) UPN (septiembre de 1996-1999) - Censo: 437.797 - Votantes: 299.545 (68,4%) - Abstención: 138.252 (31,6%) - Válidos: 297.179 - A candidatura: 291.418 (98,1%) | Eusko Alkartasuna (EA)                       | Iñaki Cabasés  | 13.568 | 4,66  | 2       | –1  |
| - Presidentes: Javier Otano (1995-junio de 1996) Juan Cruz Alli (junio de 1996-septiembre de 1996) Miguel Sanz (septiembre de 1996-1999) - Gobiernos: PSN, CDN, EA (1995-septiembre de 1996) UPN (septiembre de 1996-1999) - Censo: 437.797 - Votantes: 299.545 (68,4%) - Abstención: 138.252 (31,6%) - Válidos: 297.179 - A candidatura: 291.418 (98,1%) | Batzarre                                     |                | 6.509  | 2,23  | 0       |     |
| - Presidentes: Javier Otano (1995-junio de 1996) Juan Cruz Alli (junio de 1996-septiembre de 1996) Miguel Sanz (septiembre de 1996-1999) - Gobiernos: PSN, CDN, EA (1995-septiembre de 1996) UPN (septiembre de 1996-1999) - Censo: 437.797 - Votantes: 299.545 (68,4%) - Abstención: 138.252 (31,6%) - Válidos: 297.179 - A candidatura: 291.418 (98,1%) | Nafarroa Abertzaleak (NA-PNV)                |                | 2.943  | 1,01  | 0       |     |
| - Presidentes: Javier Otano (1995-junio de 1996) Juan Cruz Alli (junio de 1996-septiembre de 1996) Miguel Sanz (septiembre de 1996-1999) - Gobiernos: PSN, CDN, EA (1995-septiembre de 1996) UPN (septiembre de 1996-1999) - Censo: 437.797 - Votantes: 299.545 (68,4%) - Abstención: 138.252 (31,6%) - Válidos: 297.179 - A candidatura: 291.418 (98,1%) | Plataforma de Independientes de España (PIE) |                | 2.041  | 0,70  | 0       |     |
| - Presidentes: Javier Otano (1995-junio de 1996) Juan Cruz Alli (junio de 1996-septiembre de 1996) Miguel Sanz (septiembre de 1996-1999) - Gobiernos: PSN, CDN, EA (1995-septiembre de 1996) UPN (septiembre de 1996-1999) - Censo: 437.797 - Votantes: 299.545 (68,4%) - Abstención: 138.252 (31,6%) - Válidos: 297.179 - A candidatura: 291.418 (98,1%) | Partido Carlista (PCAR)                      |                | 843    | 0,29  | 0       |     |
| - Presidentes: Javier Otano (1995-junio de 1996) Juan Cruz Alli (junio de 1996-septiembre de 1996) Miguel Sanz (septiembre de 1996-1999) - Gobiernos: PSN, CDN, EA (1995-septiembre de 1996) UPN (septiembre de 1996-1999) - Censo: 437.797 - Votantes: 299.545 (68,4%) - Abstención: 138.252 (31,6%) - Válidos: 297.179 - A candidatura: 291.418 (98,1%) | Nulos                                        | N/A            | 2.366  | 0,54  | N/A     | N/A |
| - Presidentes: Javier Otano (1995-junio de 1996) Juan Cruz Alli (junio de 1996-septiembre de 1996) Miguel Sanz (septiembre de 1996-1999) - Gobiernos: PSN, CDN, EA (1995-septiembre de 1996) UPN (septiembre de 1996-1999) - Censo: 437.797 - Votantes: 299.545 (68,4%) - Abstención: 138.252 (31,6%) - Válidos: 297.179 - A candidatura: 291.418 (98,1%) | En blanco                                    | N/A            | 5.761  | 1,90  | N/A     | N/A |

## Gobierno
Tras las elecciones se conformó por vez primera en Navarra un gobierno de coalición que agrupó a los partidos PSN-PSOE, CDN y Eusko Alkartasuna, bajo la presidencia del socialista Javier Otano Cid. No obstante, en octubre de 1996, tras la dimisión del presidente Otano (junio de 1996), implicado en un caso de corrupción, y tras un gobierno interino presidido por Juan Cruz Alli (CDN), se volvió a formar una coalición UPN-CDN y fue nombrado presidente Miguel Sanz Sesma (UPN).
Tras las investigaciones judiciales los dos últimos presidentes socialistas ingresaron en prisión.